# Banlieue 13 Ultimatum
Banlieue 13 Ultimatum è un film del 2009 diretto da Patrick Alessandrin.
Seguito di Banlieue 13 del 2004 e prodotto da Luc Besson, è conosciuto anche come District 13 Ultimatum nella versione in lingua inglese.

## Trama
Tre anni dopo gli eventi narrati in Banlieue 13, la pace nel riottoso e autogestito distretto 13 è ancora sfuggente. Le autorità non hanno mantenuto la promessa di distruggere il muro e riaprire il quartiere, lasciando recintati come in un ghetto tutti gli abitanti della Banlieue, che dopo la morte del boss Taha, si sono divisi in cinque fazioni. Leïto e Damien tornano nel quartiere per cercare di fermarne l'imminente distruzione per ordine dello stesso Presidente della Repubblica, manipolato da Walter Gassman, capo della sezione militare DISS.